# حقل شاه دنيز للغاز
تم اكتشاف حقل «شاه دنيز» في عام 1999، يقع الحقل على بعد 70 كم جنوب شرق باكو، على الرف من بحر قزوين حيث تتراوح أعماق المياه من 50-500 متر. تدير شركة «بريتيش بتروليوم» حقل «شاه دنيز»، نيابة عن شركاءها في شراكة «شاه دنيز». منذ حصوله على أول غاز في عام 2006، يقوم بإمداد الأسواق الإقليمية بالغاز بأمان.

## تاريخ

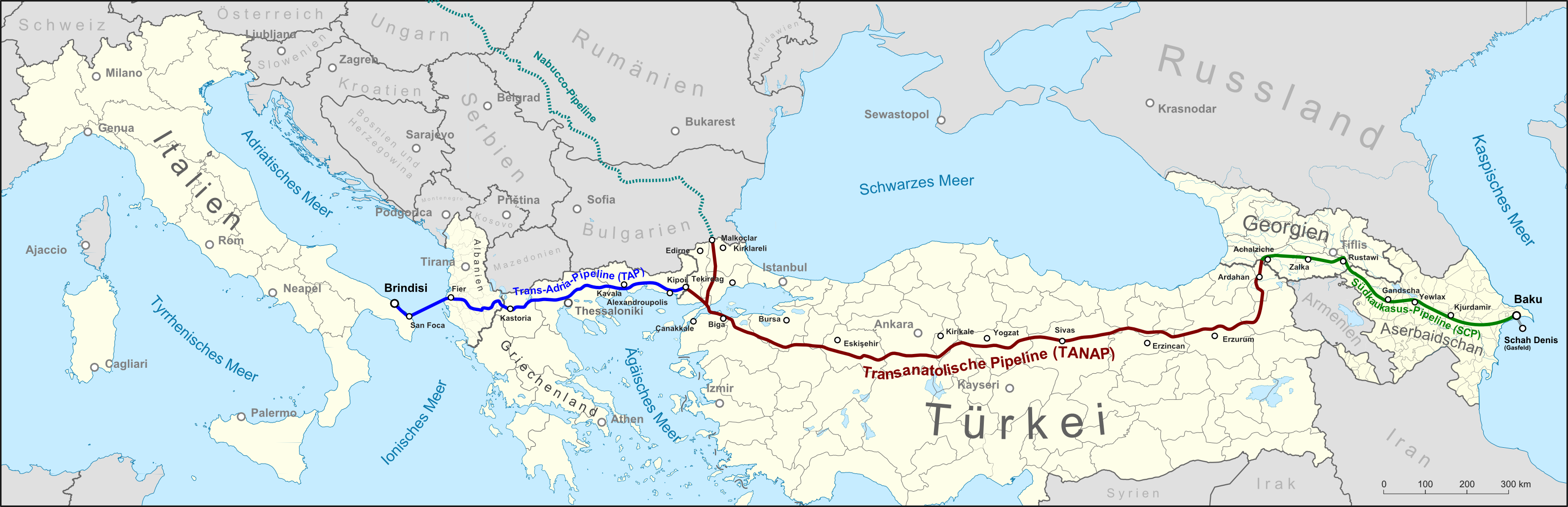

عام 1996 في 4 أكتوبر، صادق البرلمان الأذربيجاني على المشروع.في ال4. من يونيو - وقعت شركة النفط الحكومية الأذربيجانية (سوكار) وشركات النفط الأجنبية اتفاقية الاستكشاف والإنتاج والإنتاج في منطقة منظور شاه دنيز في القطاع الأذربيجاني من بحر قزوين.عام 1999 تم اكتشاف حقل غاز شاه دنيز.عام 2001, 29 سبتمبر - توقيع الممثلين الرسميين لأذربيجان وجورجيا على اتفاقية حكومية دولية والاتفاقيات ذات الصلة بشأن نقل الغاز الطبيعي ونقله وبيعه. سيحضر الرئيس سيزر والرئيس حيدر علييف مراسم التوقيع. 12 مارس - وقع مسؤولون من أذربيجان وتركيا على اتفاقية واتفاقية حكومية دولية في أنقرة لتمكين تركيا من شراء الغاز من أذربيجان. 14 مارس 2002 - وقعت حكومة جورجيا وشاهدينز بارتنرز اتفاقية مع حكومة القوقاز حول عبور ونقل وبيع الغاز الطبيعي، وبذلك يبدأ الانتقال إلى المرحلة النهائية من الهندسة والتصميم والتطوير التجاري. 21 فبراير - وقعت حكومة جمهورية أذربيجان وشاهدينز بارتنرز اتفاقية مع حكومة القوقاز حول عبور ونقل وبيع الغاز الطبيعي، وبذلك يبدأ الانتقال إلى المرحلة النهائية من الهندسة والتصميم والتطوير التجاري في 3 نوفمبر 2003، ستبدأ أعمال البناء لشاه دنيز في محطة سانجاشال. 26 سبتمبر - حفر الآبار الثانية يبدأ الحفر. 21 يوليو - تم قطع أول لوحة فولاذية لمشروع شاه دنيز في سنغافورة من أجل بناء المنصة. 5 يونيو - أبرمت عقود شاه دنيز للمرحلة الأولى.21 أبريل - يجري حفر أول بئر ما قبل الحفر.11 مارس - تم إرسال جهاز الحفر اسمه «استقلال» للعمل في حقل شاه دنيز.27 فبراير - مشروع شاه دنيز، الذي يتضمن بناء خط أنابيب بحر الجنوب، الذي يمر عبر المنصة البحرية ونظام تصدير الغاز الجديد، الذي يعبر أذربيجان وجورجيا إلى الحدود التركية، يعاقب عليه.1 نوفمبر 2004 - تم إحضار جسد منصة شاهدينز ألفا إلى أذربيجان.14 أكتوبر - يجري حاليا بناء خط أنابيب جنوب القوقاز في أذربيجان.29 سبتمبر - تم جلب جهاز حفر لمنصة شاه دنيز ألفا إلى أذربيجان.23 فبراير - بدء حفر بئر ما قبل الحفر الثالث.30 يناير - خط الأنابيب الأول من خط أنابيب جنوب القوقاز يدخل أذربيجان.15 ديسمبر 2005 - يبدأ استخراج الغاز.1 يونيو - بدء إطلاق خط أنابيب جنوب القوقاز.7 أبريل - الانتهاء من بناء خط أنابيب تحت الماء على شاه دنيز المرحلة الأولى.14 نوفمبر 2007 - تم اكتشاف جامع جديد عالي الضغط في الهيكل الأعمق لحقل شاه دنيز.4 يوليو - تدفق غاز شاه دنيز إلى تركيا.28 يناير 2009 - تم حفر بئر الاستكشاف الخامس كجزء من المرحلة الثانية لفهم أفضل للمجمع.11 نوفمبر 2010 - شركتا «بي بي» و«سوكار» و«شاه دنيز» توقعان اتفاقية لتوسيع اتفاقية مشاركة حقل شاه دنيز من 2031 إلى 2036.24 يونيو - بدء تدريب قوة شاه دنيز العاملة في مركز تدريب التقنية في بحر قزوين.7 يونيو - الحكومتان الأذربيجانية والتركية توقعان مذكرة تفاهم لمشروع شاه دنيز.5 أكتوبر 2011 - يبلغ إجمالي إنتاج الغاز في حقل شاه دنيز حوالي 1 تريليون قدم مكعب قياسي.13 يناير - وقعت المفوضية الأوروبية وحكومة أذربيجان على إعلان مشترك حول ممر الغاز الجنوبي.26 يونيو 2012 - وقعت حكومتا أذربيجان وتركيا اتفاقا حكوميا دوليا حول بناء خط الأنابيب الجديد عبر الأناضول.26 يونيو - تحقيق إنجاز شاه دنيز للمرحلة الأولى (905 مليون قدم مكعب قياسي في اليوم).17 أبريل - المرحلة الأولى من مشروع شاه دنيز، المرحلة الأولى من مشروع مهندس الهندسة.17 ديسمبر 2013 - أعلن شاه دنيز قرار الاستثمار النهائي.19 سبتمبر - وقع شاه دنيز اتفاقيات بيع الغاز مع مشترين أوروبيين.28 يونيو - خط أنابيب عبر البحر الأدرياتيكي كطريق تصدير إلى أوروبا.18 نوفمبر 2014 - شاه دنيز المرحلة تم توقيع عقدين جديدين بقيمة 226 مليون دولار في إطارين.1 أكتوبر - شاه دنيز المرحلة تم التوقيع على عقدين جديدين. وتبلغ التكلفة الإجمالية لهذه العقود، التي تغطي خطوط التدفق تحت الماء وتغطي خط التصدير تحت الماء، 200 مليون دولار.20 سبتمبر - تم وضع أساس ممر الغاز الجنوبي.26 مايو - تم توقيع عقد تشييد خط أنابيب جنوب القوقاز.29 أبريل - وقع شاه دنيز عقدا كبيرا بشأن البناء في الخارج.10 أبريل - أعلن عن المرحلة دانيز عقود لتشييد وتوريد كتل تحت البلاط، مرافق تحت سطح البحر لمشروعين.19 مارس - أعلن تحالف «شاه دنيز» عن العقود الرئيسية التالية في المرحلة الثانية.

## اكتشاف
في عام 1949، تم اكتشاف «صخور النفط» الأسطورية.تأسست شركة أذربيجان لتوريد الغاز مع شركة شتات أويل النرويجية لإدارة مبيعات الغاز والتسويق ضمن مشروع المرحلة الأولى من أجل التطوير الكامل لحقل شاه دنيز.

## شاه دنيز المرحلة الأولى
لا يزال حقل غاز شاه دنيز هو أكبر اكتشاف لشركة بريتيش بتروليوم بعد حقل بترودو باي النفطي.تم اكتشاف حقل شاه دنيز في عام 1999.هذا السرير هو واحد من أكبر حقول تكثيف الغاز في العالم.شركة بريتيش بتروليوم، نيابة عن شركاءها في شراكة شراكة شاه دنيز، تدير حقل شاه دنيز.شاه دنيز هي شراكة غير مشتركة بين الشركات.بي بي هي مشغل شاه دنيز BM.شركاء المشروع المشترك مدرجين أدناه.عمليات شاه دنيز للمرحلة الأولى في عام 2006.يبلغ أقصى إنتاج لكل مرحلة 1 حوالي 10 مليارات متر مكعب من الغاز سنويًا و50.000 برميل من المكثفات يوميًا.إن التحسين التقني لمرافق شاه دنيز الحالية في 2014 كان يحقق أقصى قدرة إنتاجية يومية من 27.3 مليون متر مكعب قياسي إلى 29.5 مليون متر مكعب قياسي.في عام 2017، استمرت عمليات توصيل الغاز من حقل شاه دنيز إلى أسواق أذربيجان وجورجيا وتركيا والعديد من المرافق إلى شركة BTC.خلال العام تم استخراج 10.2 مليار متر مكعب قياسي من الغاز و2.4 مليون طن (حوالي 19 مليون برميل) من المكثفات من الحقل.وحاليا تبلغ الطاقة الإنتاجية لمرافق شاه دنيز الحالية حوالي 30 مليون متر مكعب (حوالي 10.9 مليار) في اليوم.

## شاه دنيز المرحلة الثانية
يعتبر مشروع شاه دنيز للمرحلة الثانية أو مشروع التطوير الميداني الكامل مشروعًا ضخمًا ينتج أكثر من 16 مليار متر مكعب من الغاز سنويًا، من 10 مليارات متر مكعب سنويًا من الغاز المنتج.هناك حاجة لاستثمار نحو 28 مليار دولار في إنتاج الغاز وتسليمه إلى الحدود بين جورجيا وتركيا.بالإضافة إلى ذلك، ستقوم أنظمة خطوط أنابيب إضافية بتسليم 6 مليارات متر مكعب من الغاز إلى تركيا في ممر الغاز الجنوبي و10 مليارات متر مكعب من الغاز إلى الأسواق الأوروبية.بالإضافة إلى ذلك، ستقوم أنظمة خطوط أنابيب إضافية بتسليم 6 مليارات متر مكعب من الغاز إلى تركيا في ممر الغاز الجنوبي و10 مليارات متر مكعب من الغاز إلى الأسواق الأوروبية.يتضمن المفهوم الحالي على شاه دنيز المرحلة الثانية:
- بناء منصتين بحريتين مع الجسور.
- حفر 26 بئرا لاستخراج الغاز من خلال نصف مقطورة.
- إنشاء خطوط أنابيب غواصة بطول 500 كيلومتر تربط الآبار بمحطة الشاطئ.
- تحديث السفن التي تحمل البناء البحري.
- توسعة المحطة الطرفية لاستيعاب مرافق معالجة وضغط الغاز الجديدة.

لقد كان خطي شاه دنيز الثاني وجنوب بحر القوقاز ناجحين جداً في مشاريعهم التوسعية.بالنسبة للمشروعين، تم تنفيذ أعمال بناء واختبار ومعالجة بالغة الأهمية وتم إنفاق 45 مليون شخص آمن / ساعات عمل على هذه الأعمال.في الوقت الحالي، تعد هذه المشاريع جزءًا من المرحلة الأولى من مرحلة اقتناء الغاز في عام 2018.وقد تم بالفعل الانتهاء من حجم العمل المطلوب للحصول على أول غاز في مشروع شاه دنيز 2 بنسبة 99٪، بما في ذلك اختبارات الأعمال الهندسية والمشروعات والتوريد والبناء والتشغيل.وفي 6 أيلول / سبتمبر، كُلفت السفينة الرئيسية الجديدة لبحر قزوين، خانكيندي.تم تصميم وبناء سفينة السفن تحت الماء هذه، والتي تجمع بين أحدث الإنجازات التقنية، وبناؤها لإنشاء أكبر نظام استخراج بحري في بحر قزوين، وتحديدًا في مشروع شاه دنيز.وحضر فخامة الرئيس إلهام علييف، رئيس جمهورية أذربيجان، حفل الافتتاح الرسمي لهذه السفينة الجديدة بقيمة 378 مليون دولار.السفن في قرية خان بالفعل في حقل شاه دنيز البحري والتركيب تحت الماء والبناء.تم الانتهاء من بناء وحدات أعلى من منصات شاه دنيز في عام 2017.تم شحن هذه الأجهزة بأمان وتم تركيبها على البحر، واختبارات الاستغلال جارية.وقد اكتمل العمل الإضافي للشاه دنيز في محطة سانجاشال.في الوقت الحالي، يستمر تشغيل منشآت شاه دنيز الجديدة، وتستمر هذه السنة مع خطة التكليف لتكون جاهزة لقبول ومعالجة الغاز الإضافي من حقل شاه دنيز، والذي سيبدأ هذا العام.وفي الجناح الشمالي، أكمل خان بالفعل تركيب كابلات المعدات التكنولوجية البحرية التي تدعم إنتاج القرية.وقد تم ربط خطوط المغمورة والآبار والبنية التحتية تحت سطح البحر، منصة شاه دنيز ومحطة لأول مرة إلى محطة سانجاشال.بشكل عام، كان أكثر من 24,000 شخص في أذربيجان متورطين في جميع العقود الرئيسية، وأكثر من 80 ٪ منهم من مواطني أذربيجان خلال أعمال البناء الأكثر كثافة في تمديد خط أنابيب شاه دنيز وخط أنابيب جنوب القوقاز.

## الأرباح
منذ عام 2007، تلقى صندوق النفط الحكومي لجمهورية أذربيجان مبلغ 506 مليون دولار في مشروع تطوير حقل شاه دنيز.على مدار العام الماضي، تلقى صندوق النفط الحكومي 64 مليون دولار من حقل شاه دنيز.خلال التسعة أشهر الأولى من هذا العام، بلغت تكاليف عمليات شاه دنيز حوالي 368 مليون دولار ونفقات رأسمالية كبيرة بلغت 2.28 مليار دولار.الغالبية العظمى من التكاليف الأساسية تتعلق بمشروعين شاه دنيز.في الفترة من يناير إلى سبتمبر من العام الحالي، تم إنفاق حوالي 21 مليون دولار من العمليات و636 مليون دولار على أنشطة خط أنابيب الغاز الجنوبي.يوجد مشغلان في خط الأنابيب - بي بي هي مشغل فني مسؤول عن بناء وتشغيل خط أنابيب الغاز الجنوبي، وشركة سوكار هي شركة تجارية مسؤولة عن أعمال خط أنابيب الغاز الجنوبي.